# Albert-Magdelaine-Claude de Lezay-Marnésia
Pour les autres membres de la famille, voir Lezay-Marnésia.
Albert-Magdelaine-Claude, comte de Lezay-Marnésia (6 juin 1772, château de Moutonne près de Lons-Le-Saulnier - 4 septembre 1857, Blois), est un homme politique français.

## Biographie

### Carrière militaire
Fils de Claude-François de Lezay-Marnésia et de Marie-Claudine de Nettancourt, il est placé à l'âge de sept ans comme pensionnaire chez les moines de Belley et rentre dans l'armée à l'âge de quinze ans avec un brevet d'officier dans les dragons d'Orléans.
En 1790, il suit son père en Amérique ; il en partit avec lui, en mai 1792, après de nombreuses et décevantes aventures, et, de retour dans son pays natal, dut bientôt le quitter, sur l'ordre de son père dont les malheurs avaient aigri le caractère. Arrivé à Paris sans ressources, il est accueilli par M. de Fontanes, ancien ami de sa famille, est reçu chez Joséphine de Beauharnais, sa parente, et se rendit à Bruxelles en 1793 pour écouler une petite pacotille qu'on avait pu lui acheter. Trompé par un agent d'affaires, il revient à Paris plus pauvre qu'auparavant. En pleine Terreur, Lezay dut s'enfuir avec son frère à Forges-les-Eaux, chez un ami, M. Livron, qui leur fait fréquenter les clubs, rimer des chansons patriotiques et même composer un opéra de circonstance : Le Siège de Maubeuge.
Appelé par la conscription sous les drapeaux, Lezay se fait inscrire sous le nom d'Albert, et rejoint à Lille un régiment de carabiniers. Il assiste aux sièges d'Ypres, de l'Écluse, d'Anvers et de Bréda. 

### Carrière dans le commerce
Son frère, qui était rentré à Paris après thermidor, obtint pour lui un emploi dans les vivres de l'armée, qui le fit appeler à Amsterdam, auprès des munitionnaires généraux. Un amour contrarié l'obligea à quitter cet emploi ; il partit avec un négociant de la ville, visita Madère, les Açores, le Portugal, se créa à Lisbonne de belles relations et, renonçant au projet de rentrer en France à la nouvelle du coup d'État du 18 Fructidor, retrouva des fonctions d'employé en Hollande, chez un riche négociant d'Amsterdam, M. Couderc.
Le mariage du général Bonaparte avec Joséphine de Beauharnais le fit rentrer à Paris, rayé des premiers de la liste des émigrés. Mais, en butte aux tracasseries de la police, il crut prudent de se retirer dans le Jura. Il s'y occupa d'agriculture, se maria en 1808, et parvint à se refaire une petite fortune et une existence heureuse.

### Carrière préfectorale
Il était maire de son village, lorsque le roi l'appela à la préfecture du Pas-de-Calais en mars 1815 : cette faveur était due à la mort de son frère, préfet du Bas-Rhin, par suite d'un accident de voiture dans une visite où il accompagnait le duc de Berry. Le retour de l'île d'Elbe ne permit pas Lezay de se rendre à sa préfecture ; il se retira en Suisse, et, à la seconde Restauration, est nommé préfet du Lot en septembre 1815. Il administre avec zèle ce département, favorise la culture du tabac, institue des primes pour les meilleures cultures. 
Des nécessités politiques le firent nommer, préfet de la Somme. Sous son impulsion fut créée, le 15 mai 1817, la Société pour l'encouragement de l'instruction élémentaire dans le département de la Somme par la méthode de l'enseignement mutuel.
Le 1er octobre 1817, il demanda et obtint la préfecture du Rhône : Lyon venait d'être agité par des troubles graves ; le nouveau préfet prit à tâche de soulager la misère, de donner de l'essor à l'industrie, d'embellir la ville, et sut se concilier ainsi les sympathies de la population. Mais l'avènement du ministère Villèle amena sa destitution le 9 janvier 1822.
N'ayant pas été réélu à la Chambre, au renouvellement de 1820, il se retira de nouveau dans son domaine de Saint-Julien (Jura), et y resta six ans. Le ministère Martignac le rappela aux affaires, le 18 octobre 1828, en lui confiant la préfecture de Loir-et-Cher ; à la nouvelle des journées de juillet 1830, il donna sa démission, puis la reprit sur les instances de ses administrés, et refusa, pour rester à Blois, les préfectures du Nord, d'Eure-et-Loir et du Doubs. 
Il était encore préfet à Blois à la Révolution française de 1848. Il donna sa démission, puis ne refusa pas ses services au prince Louis-Napoléon Bonaparte.

### Carrière parlementaire

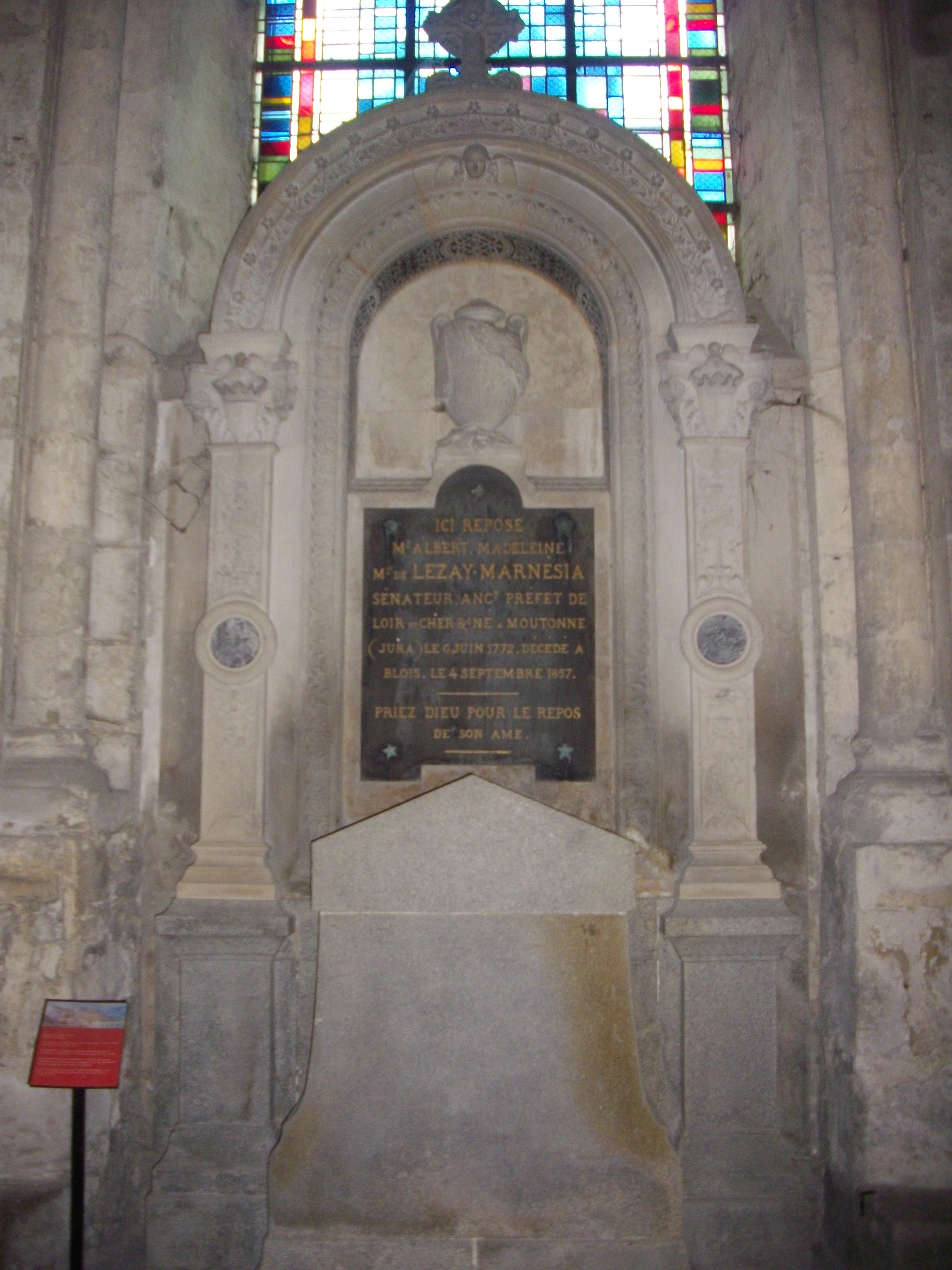
Tombeau à Blois

Alors qu'il était préfet du Lot, il fut élu, le 4 octobre 1816, par le collège électoral de son département, député du Lot. À la Chambre, lié avec Pierre-Paul Royer-Collard, chef de file des doctrinaires, il n'aborda pas la tribune et soutint la monarchie constitutionnelle. Au renouvellement de la Chambre des députés de 1820, il ne fut pas réélu. 
Sous la Monarchie de Juillet, le 11 septembre 1835, le roi le promut à la Chambre des pairs.
Membre de la Commission consultative créée après le coup d'État de 1851, il fut nommé  sénateur, le 26 janvier 1852, et fit partie de la majorité dynastique, sous le Second Empire.

## Publications
- Le Nouveau Misanthrope (1801)
- Une Journée d'élections (1837)
- Souvenirs (1854)